# 신과 인간
《신과 인간》(프랑스어: Des hommes et des dieux)은 그자비에 보부아가 감독을 맡은 프랑스의 드라마 영화이며, 랑베르 윌슨과 미카엘 롱스달등이 출연했다. 영화 제목은 영화가 시작할 무렵에 성경의 한 구절에서 비롯된 것이다. 알제리 내전 기간인 1996년에 7명이 납치 당해 살인당할때까지 알제리의 많은 무슬림들과 조화롭게 살고 있던 트라피스트회의 수도원의 수도사들을 초점에 두었다.
외부의 군대로 인해 치명적 사건이 일어나기 이전 지역의 기독교인과 무슬림 사이의 평화로운 이야기인 시나리오는 정부의 쇠퇴, 테러의 확대, 수도사들의 죽음으로 이끌고 간 수도사들의 테러리스트들과 정부 당국 양쪽과의 대립이라는 연속적인 사건들을 중점에 두었다. 본 촬영은 모로코 아즈루의 버려진 수도원에서 이뤄졌다.
2010년 칸 영화제에서 첫 상영되어, 영화제에서 두 번째로 권위있는 상인 그랑프리를 수상했다. 프랑스 내에서 비평적 상업적 성공을 거뒀으며, 뤼미에르상과 세자르 작품상을 수상했다.

## 출연
- 랑베르 윌슨 - 크리스티앙
- 미카엘 롱스달 - 뤼크
- 올리비에 라부르뎅 - 크리스토프
- 필리프 로덴바흐 - 셀레스틴
- 자크 에르렝 - 아메데
- 로이크 피송(Loïc Pichon) - 장피에르
- 그자비에 말리(Xavier Maly) - 미첼
- 장마리 프랭(Jean-Marie Frin) - 폴
- 압델라피드 메탈시(Abdelhafid Metalsi) - 누르딘
- 사브리나 우아자니 - 라비아
- 압달라 문디(Abdallah Moundy) - 오마르
- 올리비에 페리에 - 브루노
- 파리드 라르비(Farid Larbi) - 알리 파야티아
- 아델 벤셰리프 - 테러리스트